# 478 Терґест
478 Терґест (478 Tergeste) — астероїд головного поясу, відкритий 21 вересня 1901 року Луіджі Карнерою у Гейдельберзі.